# Flagge Siziliens

Flagge Siziliens

Die Flagge Siziliens existiert seit der Sizilianischen Vesper im Jahr 1282, als sich Sizilien gegen die Herrschaft Karls I. von Anjou auflehnte.
Der Hintergrund ist diagonal in rot und gelb unterteilt. In der Mitte wird eine Triskele mit einem verzierten Kopf dargestellt, zusammen die für Sizilien typischen Trinacria.
Im Februar 2000 wurde die Flagge zur offiziellen Regionalflagge erklärt, die Sizilien vor allen öffentlichen Gebäuden repräsentiert.

## Symbolik
Die Farbe Rot symbolisiert bis heute die Stadt Palermo, die Farbe Gelb stand für die Stadt Corleone, die im 13. Jahrhundert landwirtschaftliches Zentrum Siziliens war. Diese beiden Städte gründeten als erste ein Bündnis gegen Karl I. und setzten sich für die Unabhängigkeit Siziliens ein.
Die Triskele zeigt in Form eines gleichseitigen Dreiecks drei laufende Beine und ist ein uraltes Symbol für die Sonne oder den Lebensweg. Sie ist beispielsweise auch auf der Flagge der Isle of Man und im Wappen der Stadt Füssen abgebildet.
Zusammen mit einem Kopf in der Mitte nannte man das Symbol Trinacria oder auch „Dreibeinigkeit“, und der Begriff wurde zum früheren Namen Siziliens, der Insel mit den drei Eckpunkten. Abbildungen der Trinacria gibt es seit der Antike. Eine der ältesten ist in Tindari als Bodenmosaik zu sehen, eine weitere an einem Felsen im Park Villa Giulia in Palermo.
Der Kopf in der Mitte stellte zuerst das Haupt der Medusa, einer Gestalt mit Schlangenhaaren aus der griechischen Mythologie dar. In späteren Versionen wurde der Kopf der Ceres, der römischen Göttin des Ackerbaus, abgebildet. Die Weizenähren symbolisierten Fruchtbarkeit, die Flügel erinnerten an Hermes, den Götterboten.
Die Trinacria mit dem Kopf in der Mitte ist noch heute typisches Symbol für Sizilien und überall auf der Insel zu sehen. Sie ziert nicht nur die Flagge, sondern wird als Schmuckstück aus Gold oder Silber, als Wandschmuck aus Ton oder Holz gefertigt.